# Dino Sinovčić
Dino Sinovčić (16 de junio de 1992) es un deportista croata que compite en natación adaptada. Ganó dos medallas de bronce en los Juegos Paralímpicos de Verano, bronce en Tokio 2020 y bronce en París 2024.

## Palmarés internacional
| Juegos Paralímpicos | Juegos Paralímpicos | Juegos Paralímpicos | Juegos Paralímpicos |
| Año                 | Lugar               | Medalla             | Prueba              |
| ------------------- | ------------------- | ------------------- | ------------------- |
| 2020                | Tokio (Japón)       | Medalla de bronce   | 100 m espalda S6    |
| 2024                | París (Francia)     | Medalla de bronce   | 100 m espalda S6    |